# Kusunoki Masashige

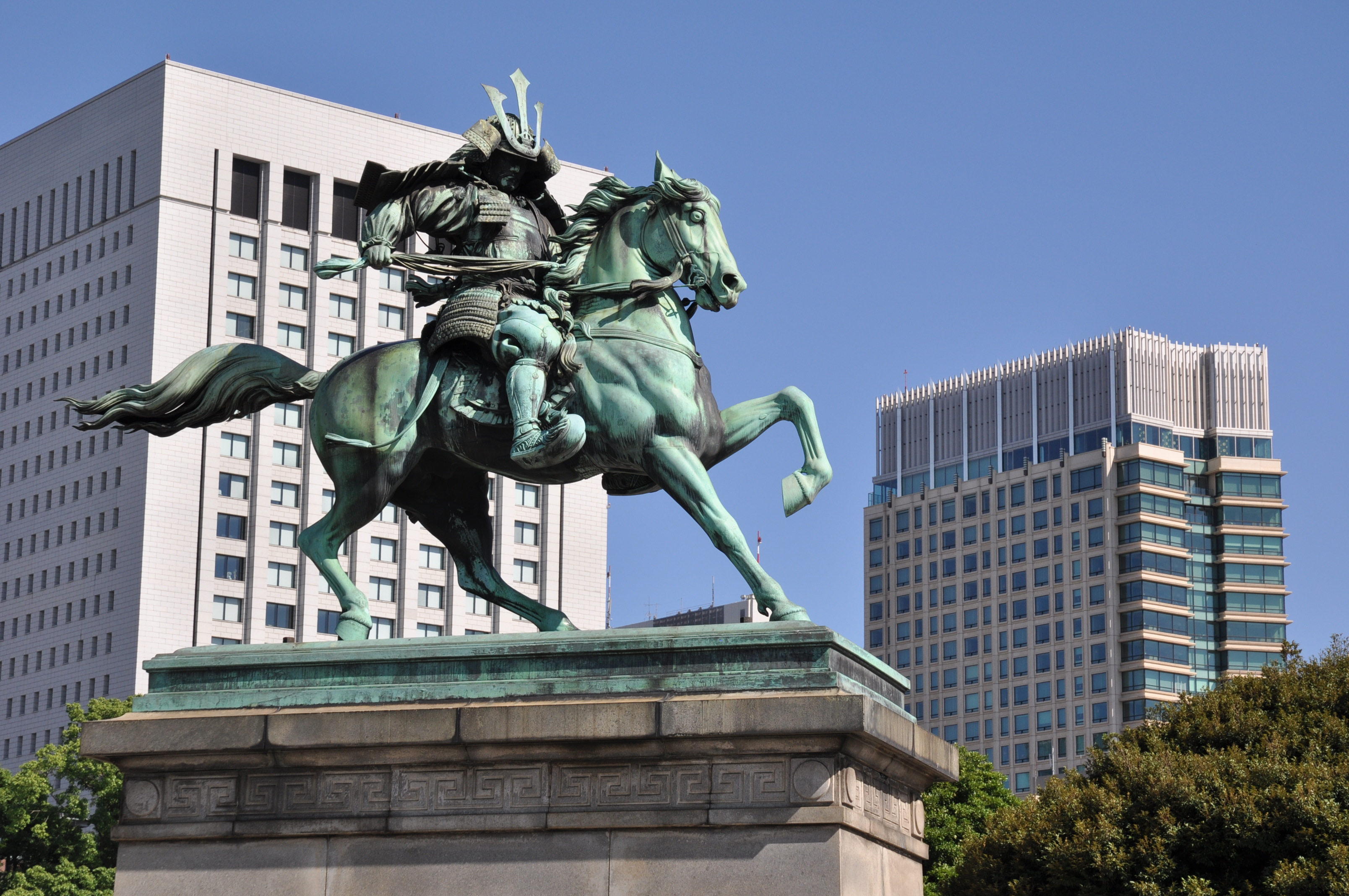
Estátua de Kusunoki Masashige fora do seu palácio imperial de Toquio

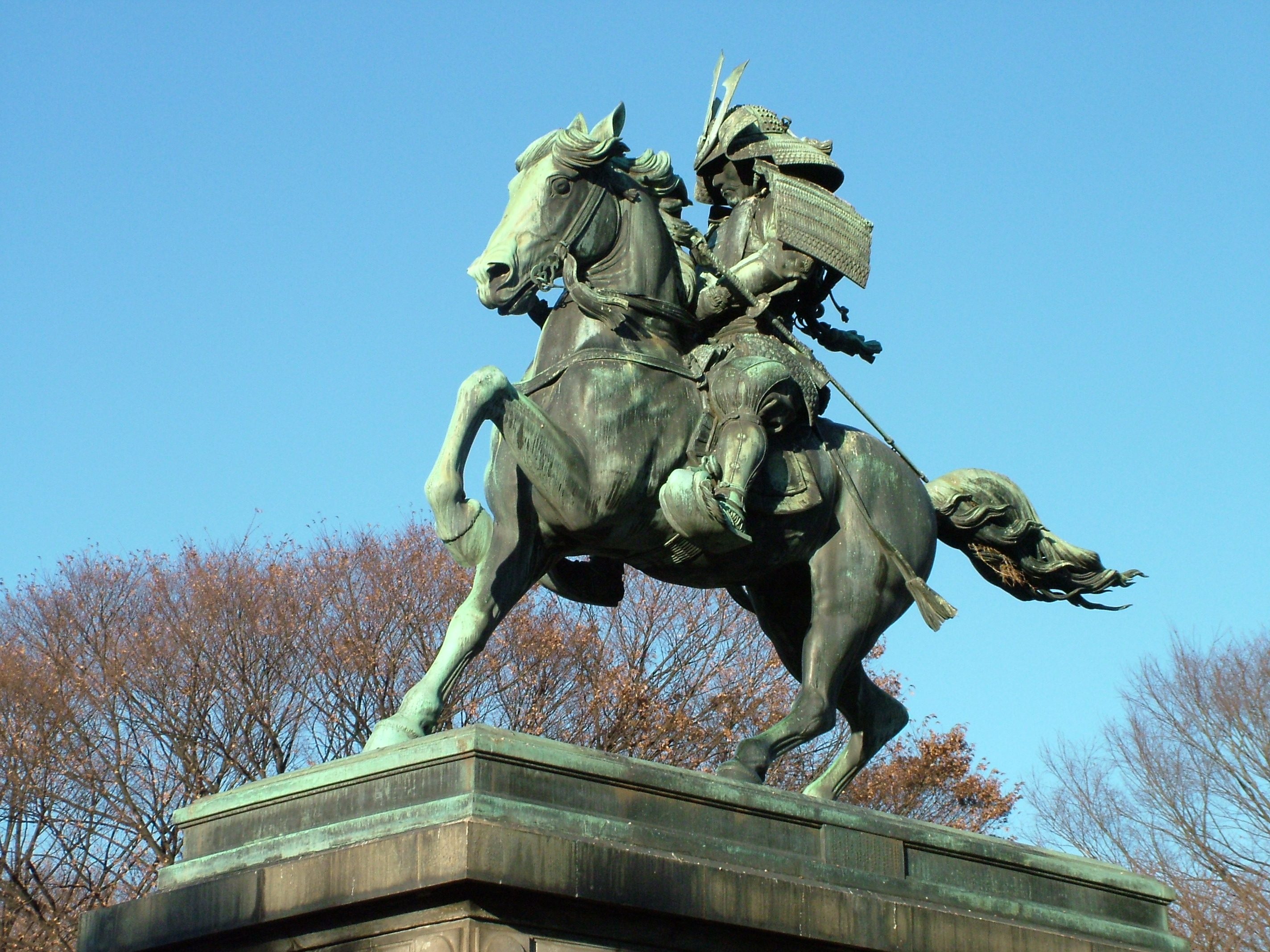
A mesma estátua vista de uma diferente perspectiva.

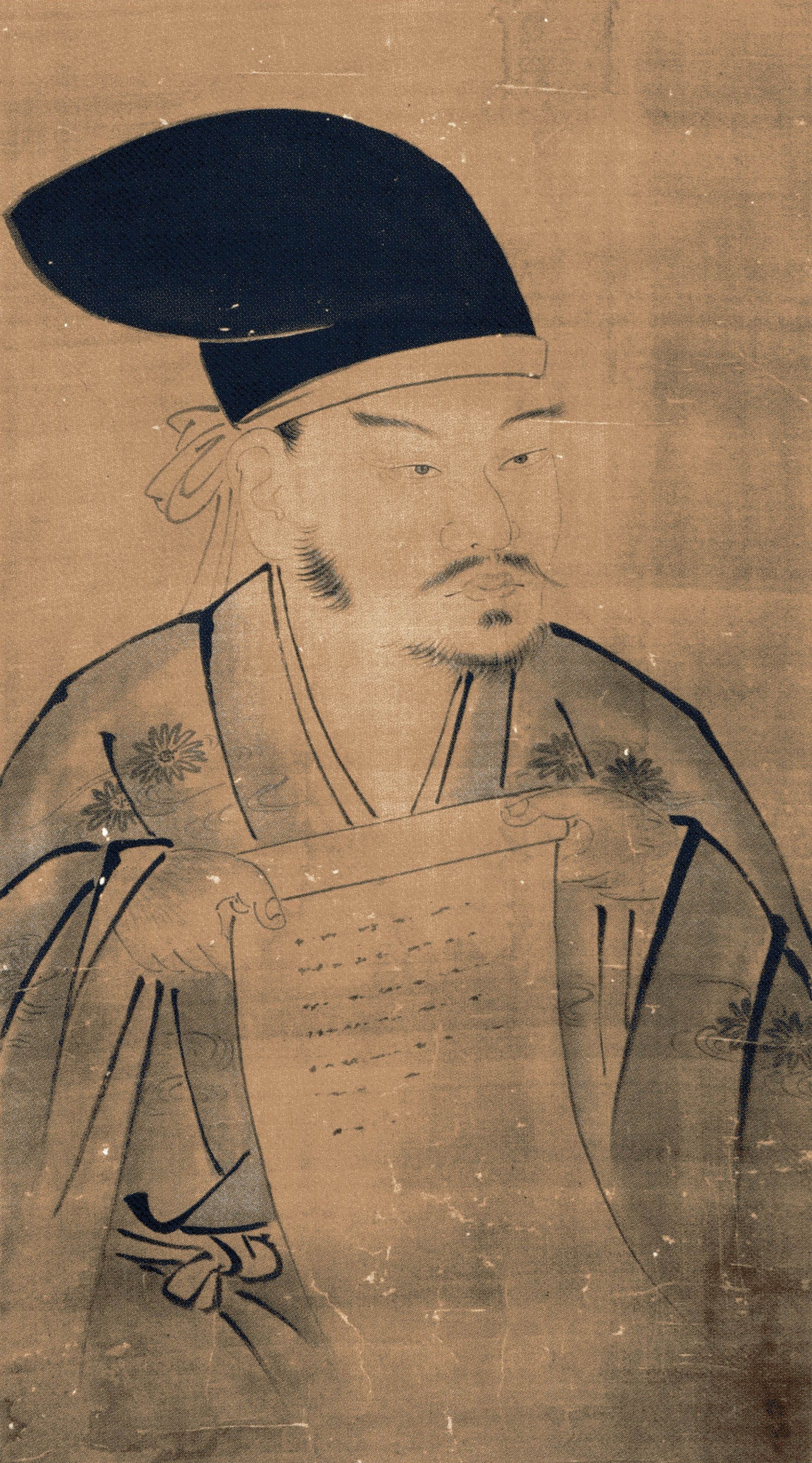
Retrato de Kusunoki Masashige. Feito por Kanō Sanraku.

Kusunoki Masashige (em japonês: 楠木 正成, 1294 — 4 de julho de 1336) foi um samurai do século XIV que lutou pelo imperador Go-Daigo na sua tentativa de assumir a liderança do Japão sobre o Shogunato Kamakura. Kusunoki é lembrado como exemplo de lealdade samurai. Na sua primeira missão, comandou cerca de 500 soldados, acompanhado pelo príncipe Moriyoshi. 

## Estrategista
Um estrategista brilhante, a astuciosa defesa de Kusunoki constituida por duas fortalesas principais em Akasaka e Chihaya ajudou que Go-Daigo retornasse novamente ao poder. Contudo, um dos generais legalistas, Ashikaga Takauji traiu o imperador ao liderar um exército contra Kusunoki e os demais partidários. Kusunoki sugeriu então a Go-Daigo que se refugiassem no sagrado Monte Hiei que permitir que Takauji tomasse Kyoto, apenas para que este descesse a montanha e com a ajuda dos monges budistas do Monte Hiei, armadilhar Takauji na cidade e destruí-lo.

## Desastre
A família Kusonoki (楠木氏, Kusunoki-uji) foi instalada na antiga província de Kawachi (sudeste da atual prefeitura de Osaka). Go-Daigo não se predispunha a deixar a capital, no entanto, Kusunoki, naquilo que seria visto como o último acto de lealdade samurai, obedientemente aceitou a rebuscada tarefa concedida pelo seu imperador. O samurai deixou o seu poema de morte com o seu filho Kusunoki Masatsura e cautelosamente marchou com o seu exército para a morte quase certa. A batalha, que teve lugar em Minatogawa, conhecido atualmente como Chūō-ku (Kobe), foi um desastre táctico. O exército de Kusunoki, que ficou completamente cercado, foi reduzido a 73 elementos dos originais 700 cavaleiros. Kosunoki foi então morto ao lado do seu irmão Masasue, 11 membros próximos do clã e 60 outros samurais. Segundo a lenda, as últimas palavras do seu irmão foram Shichisei hokoku! ( (七生报国;! "Será que eu tinha sete vidas para dar ao meu país?"), e Kusonoki Masashige concordou.